# SQL Slammer
SQL Slammer is een computerworm die een denial of service veroorzaakte op sommige internethosts en het internetverkeer drastisch vertraagde, gestart op 05:30 UTC op 25 januari 2003. Het verspreidde zich snel, waarbij in de eerste tien minuten 75.000 computers werden besmet. Slammer werd voor het eerst onder de aandacht gebracht van het publiek door Michael Bacarella. Alhoewel het "SQL slammer worm" genoemd werd, gebruikte het programma de SQL-taal niet; het misbruikte een bufferoverloop in Microsoft SQL Server en de Desktop Engine database, waarvoor zes maanden eerder een patch was uitgebracht. MS02-039 Andere namen voor de worm zijn onder andere W32.SQLExp.Worm, DDOS.SQLP1434.A, de Sapphire Worm, SQL_HEL, W32/SQLSlammer en Helkern.